# Katastrofa lotnicza w Mediolanie
Wypadek lotniczy w Mediolanie – wypadek, do którego doszło na mediolańskim lotnisku Linate, 8 października 2001 roku. Samolot MD-87 linii lotniczych SAS, lot nr SK686 do Kopenhagi, zderzył się w czasie startu z odrzutowcem Cessna Citation. W wyniku zderzenia zginęły wszystkie osoby na pokładzie obu samolotów (110 na pokładzie MD-87 i 4 w Cessnie), a także 4 osoby pracujące w sortowni bagażu, w którą uderzył samolot. Jest to najtragiczniejsza katastrofa lotnicza w historii Włoch.

## Lotnisko
W dniu wypadku na lotnisku panowała gęsta mgła – widoczność nie przekraczała 50–100 m. Lotnisko nie posiadało odpowiednich systemów do kontroli kołowań samolotów po płycie lotniska – w 1998 r. został zakupiony radar do prowadzenia takiej kontroli, ale pomimo upływu 3 lat nie został on zainstalowany. Do pomocy kontrolerom służyła mapa lotniska i kartka, na której notowali położenie maszyn.

## Przebieg katastrofy
Pilot dyspozycyjnej Cessny z 4 osobami na pokładzie poprosił kontrolę naziemną o wytyczenie trasy na pas startowy. Kontroler z wieży nakazał kołowanie na północ drogą „Romeo 5" oraz zgłoszenie zatrzymania na przedłużeniu pasa 36R (tym samym omijając aktywny pas startowy). Pilot jednak błędnie skręcił w drogę „Romeo 6" prowadzącą bezpośrednio na pas startowy.
Jednym z momentów, w którym można było zapobiec wypadkowi, było zgłoszenie przez pilota Cessny minięcia drogi „Sierra 4", która nie była zaznaczona na oficjalnej mapie lotniska i o której istnieniu nie miał pojęcia kontroler. Pilot, nic nie przeczuwając, kontynuował kołowanie drogą „Romeo 6", gdy dojechał do linii postoju przed pasem skontaktował się z wieżą – jak się później okazało po raz ostatni. Zameldował, iż stoi w punkcie zatrzymania (w jego i kontrolera mniemaniu przed północną płytą postojową) i oczekuje na zezwolenie na kontynuowanie kołowania. Kontroler zezwolił na kontynuowanie kołowania po „głównej płycie postojowej” i głównej drodze kołowania” (nazwy również sprzeczne z oficjalnie obowiązującymi), jednakże w rzeczywistości Cessna wjeżdżała na pas startowy.
W tym samym momencie skandynawski MD-87 linii lotniczych SAS dostał zgodę na wjazd na pas startowy i rozpoczęcie rozbiegu od innego kontrolera. Cessna ruszyła z miejsca chwilowego postoju, kierując się nieświadoma niebezpieczeństwa dalej po drodze „Romeo 6". Gdy MD-87 osiągnął znaczną prędkość, Cessna wyjechała na pas. Piloci MD-87 widzieli Cessnę przez ułamek sekundy (prędkość MD-87 wynosiła około 75 m/s, a widoczność była na poziomie 50 m), ale nie mogli w żaden sposób zareagować. Uderzenie miało miejsce z prawej strony MD-87. Uszkodzenie przedniego, prawego i lewego podwozia oraz uszkodzenie prawego silnika spowodowały prawie natychmiastową utratę wysokości (samolot na 9 s wzniósł się w powietrze) i MD-87 uderzył w znajdującą się w okolicach końca pasa sortownię bagaży mediolańskiego lotniska. Zginęło 118 osób.
Często mówi się, że była druga katastrofa – akcja ratownicza. Dopiero pięć minut po zderzeniu na lotnisku rozległ się alarm, a po około 25 minutach znaleziono Cessnę na pasie startowym. Trzy z czterech osób na pokładzie Cessny zginęło na skutek pożaru, czyli przeżyli wypadek, ale nie dostali pomocy na czas.

## Przyczyna wypadku
Główną przyczyną wypadku był brak systemu, który monitoruje pozycje samolotów na płycie lotniska – odpowiedzialność spada tutaj na władze lotniska, które dopuściły do tego, że dostarczony 3 lata wcześniej system nie został zamontowany. Podobną winę ponosi kontroler ruchu naziemnego, który mógł kilkakrotnie zauważyć pomyłkę.

## Obywatelstwo ofiar
| Kraj              | Liczba ofiar |
| ----------------- | ------------ |
| Włochy            | 64           |
| Szwecja           | 20           |
| Dania             | 18           |
| Finlandia         | 7            |
| Norwegia          | 3            |
| Niemcy            | 2            |
| Południowa Afryka | 1            |
| Rumunia           | 1            |
| Wielka Brytania   | 1            |
| Stany Zjednoczone | 1            |
| Razem             | 118          |

- Tabela zawiera łączną liczbę ofiar katastrofy.